# Fünftes Vermögensbildungsgesetz
Das Fünfte Vermögensbildungsgesetz (5. VermBG) regelt in Deutschland die Förderung der Vermögensbildung der Arbeitnehmer durch vereinbarte vermögenswirksame Leistungen der Arbeitgeber.
Vermögenswirksame Leistungen sind Geldleistungen, die der Arbeitgeber für den Arbeitnehmer in der in § 2 des Gesetzes bezeichneten Form anlegt. Nach § 13 besteht Anspruch auf eine Arbeitnehmersparzulage, sofern eine dort bezeichnete Einkommensgrenze nicht überschritten wird.
Für Beamte, Richter, Berufssoldaten und Soldaten auf Zeit gilt das Gesetz entsprechend; die Zahlung an diese Statusgruppen richtet sich hingegen nach dem Gesetz über vermögenswirksame Leistungen.

## Pflichten des Arbeitgebers
Nicht alle Arbeitgeber zahlen vermögenswirksame Leistungen oder nur einen Teilbetrag. Laut § 11 haben Mitarbeiter in dem Fall einen Anspruch auf Gehaltsumwandlung. Der Betrag wird also vom Bruttogehalt des Arbeitnehmers entnommen, und monatlich auf den Sparplan überwiesen. Der Arbeitgeber muss zudem geeignete Maßnahmen ergreifen, um sicherstellen, dass die Anlage auch im Falle einer Insolvenz an den Mitarbeiter zurückgezahlt werden kann (§ 2 Abs. 5a Einkommensteuergesetz). Der Betrieb hat die monatlichen Zahlungen direkt an das Anlageinstitut zu überweisen (Bausparkasse oder Anbieter der vermögenswirksamen Leistung), und diese als vermögenswirksame Leistung zu kennzeichnen (§ 3 Abs. 2).

## Pflichten des Arbeitnehmers
Vermögenswirksame Leistungen sind als Bestandteile des Lohns (§ 2 5. VermBG) steuerpflichtige Einnahmen im Sinne des § 2 Einkommensteuergesetzes. Zudem sind sie sozialabgabenpflichtig im Sinne des Sozialgesetzbuches. Erträge aus der Anlage wie z. B. Zinsen, Dividenden oder Kursgewinne werden mit der Abgeltungssteuer belegt. Um die Arbeitnehmersparzulage zu beziehen, müssen Sparer 6 Jahre in die VL einzahlen, und zudem eine 1-jährige Sperrfrist einhalten. Bei vorzeitiger Kündigung muss ansonsten die bereits erhaltene Arbeitnehmersparzulage an das Finanzamt zurückgezahlt werden (§ 14 f.).